# Авиационный комплекс радиообнаружения и наведения
Авиационный комплекс радиообнаружения и наведения — электронная система разведки и управления, устанавливаемая на летательном средстве и предназначенная для дальнего обнаружения объектов противника (в воздухе, на земле, на воде), наведения на них средств поражения или перехвата, а также координации действий сил союзников и смежных задач. Подобные системы рассчитаны на использование в боевых действиях.
В русскоязычной литературе используется сокращение ДРЛОиУ («система дальнего радиолокационного обнаружения и управления»), в англоязычной — AEW&C (англ. airborne early warning and control — «раннее предупреждение и управление в воздухе»). Упрощённые системы, осуществляющие лишь обнаружение целей, но не управление, обозначаются как ДРЛО («система дальнего радиолокационного обнаружения») (AEW, англ. airborne early warning — «раннее предупреждение в воздухе») и отличаются качеством вспомогательной аппаратуры, систем связи, а также количеством операторов. Часто применяется термин АВАКС [ а в а́ к с ] (AWACS, англ. airborne warning and control system — «авиационная система предупреждения и контроля»), ставший синонимом AEW&C, но первоначально обозначавший конкретную систему для самолётов Boeing E-3 Sentry.

## Описание
Структурно все авиационные комплексы радиообнаружения и наведения состоят из летательного аппарата (чаще всего самолёт, однако существуют серийные системы, базирующиеся на вертолётах и даже на дирижаблях), мощного радиолокатора, вспомогательной аппаратуры и средств связи.

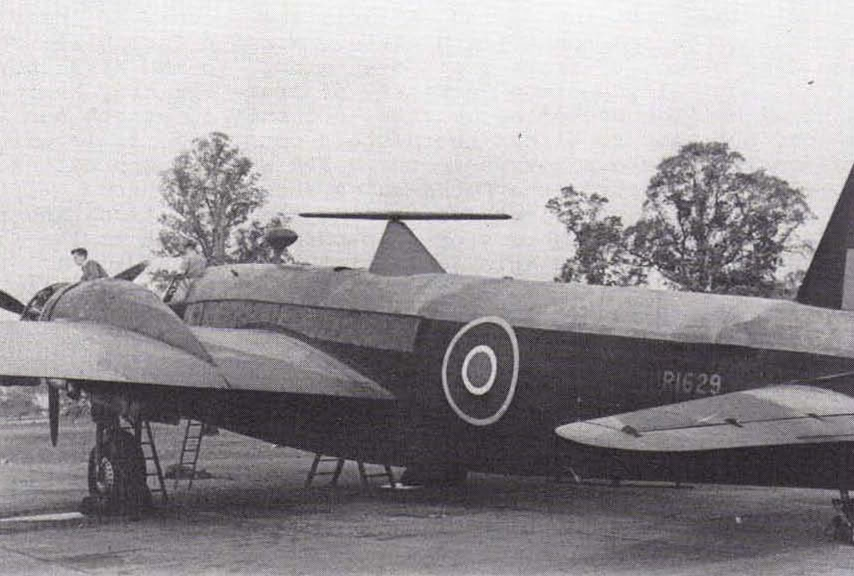
Vickers Wellington Ic (Air Control of Interception)

Летательный аппарат выбирается с тем расчётом, чтобы в его фюзеляже хватило места для аппаратуры и операторов, а мощность электросистемы позволяла запитывать РЛС. По этой причине в качестве носителей, как правило, используются серийные транспортные самолёты или бомбардировщики, хотя существуют и специально созданные под это применение летательные аппараты — например, палубный E-2 «Хокай» (Hawkeye).
Наиболее используемой сейчас является компоновка, впервые использованная в 1941 году на экспериментальном Виккерс Веллингтон Ic (Vickers Wellington Ic), при которой антенна радиолокатора размещена над фюзеляжем, а комплект аппаратуры и персонал — в грузовом отсеке. Позднее такая компоновка была применена в советском комплексе «Лиана» — самолёте ДРЛО Ту-126. Однако существуют и другие варианты размещения оборудования — использование продольных или вращающихся плоскостей ФАР; антенн, разнесённых по корпусу летательного аппарата.
Большая мощность радиолокатора даёт возможность проводить дальнее обнаружение и сопровождение целей, находясь вне зоны действия большинства комплексов стационарной ПВО и противовоздушных ракет истребительной авиации противника. Однако сам комплекс радиообнаружения хорошо заметен для противника (так как является источником мощного радиоволнового излучения, а также радио- и ИК-контрастен), небольшие скорости и неповоротливость самолётов-носителей делают их удобной мишенью, а высокая значимость и стоимость таких систем означает, что авиационные комплексы радиообнаружения являются высокоприоритетными целями. Всё это приводит к тому, что в реальных условиях применение комплексов радиообнаружения без прикрытия системами ПВО или истребительной авиацией сведено к минимуму.

## Авиационные комплексы радиообнаружения и наведения
| Изображение    | Тип                                 | Система (ДРЛОиУ/ДРЛО) | Статус                                   |          |          |
| Бразилия       | Бразилия                            | Бразилия              | Бразилия                                 | Бразилия | Бразилия |
| -------------- | ----------------------------------- | --------------------- | ---------------------------------------- | -------- | -------- |
|                | Embraer R-99                        | ДРЛОиУ                | Эксплуатируется                          |          |          |
| Великобритания |                                     |                       |                                          |          |          |
|                | Avro Shackleton AEW.2               | ДРЛО                  | Снят с эксплуатации                      |          |          |
|                | Fairey Gannet AEW.3                 | ДРЛО                  | Снят с эксплуатации                      |          |          |
|                | Hawker Siddely Nimrod AEW3          | ДРЛО                  | Снят с эксплуатации                      |          |          |
|                | Westland AEW.2 / AEW.5 / ASaC.7     | ДРЛОиУ / ДРЛО         | Эксплуатируется                          |          |          |
| Израиль        |                                     |                       |                                          |          |          |
|                | Gulfstream G500 SEMA                | ДРЛОиУ                | Эксплуатируется                          |          |          |
|                | IAI G-550 CAEWS                     | ДРЛОиУ                | Эксплуатируется                          |          |          |
|                | IAI 707 Phalcon / Boeing 707 Cóndor | ДРЛОиУ                | Эксплуатируется                          |          |          |
| Ирак           |                                     |                       |                                          |          |          |
|                | Adnan 2 / Simorgh                   | ДРЛОиУ                |                                          |          |          |
|                | Baghdad 1                           | ДРЛОиУ                |                                          |          |          |
| Испания        |                                     |                       |                                          |          |          |
|                | EADS CASA C-295 AEW                 | ДРЛОиУ                | Испытания                                |          |          |
| Китай          |                                     |                       |                                          |          |          |
|                | KJ-1                                | ДРЛО                  | Проект закрыт                            |          |          |
|                | KJ-200                              | ДРЛО                  | Эксплуатируется                          |          |          |
|                | KJ-2000                             | ДРЛОиУ                | Эксплуатируется                          |          |          |
|                | ZDK-03                              | ДРЛОиУ                | Эксплуатируется                          |          |          |
|                | JZY-01                              |                       |                                          |          |          |
| СССР / Россия  |                                     |                       |                                          |          |          |
|                | А-50                                | ДРЛОиУ                | Эксплуатируется                          |          |          |
|                | А-100                               | ДРЛОиУ                | В разработке                             |          |          |
|                | Ан-71                               | ДРЛОиУ                | Проект закрыт                            |          |          |
|                | Ан-72Р                              | ДРЛОиУ                | Проект закрыт                            |          |          |
|                | Ту-126                              | ДРЛОиУ                | Снят с эксплуатации                      |          |          |
|                | Як-44                               | ДРЛОиУ                | Проект закрыт                            |          |          |
|                | Ка-31                               | ДРЛО                  | Эксплуатируется                          |          |          |
| США            |                                     |                       |                                          |          |          |
|                | Boeing 737 AEW&C                    | ДРЛОиУ                | Эксплуатируется                          |          |          |
|                | Boeing B-29 AEW                     | ДРЛО                  | Летающая лаборатория Снят с эксплуатации |          |          |
|                | Boeing E-3 Sentry                   | ДРЛОиУ                | Эксплуатируется                          |          |          |
|                | Boeing E-767                        | ДРЛОиУ                | Эксплуатируется                          |          |          |
|                | Boeing PB-1W                        | ДРЛО                  | Снят с эксплуатации                      |          |          |
|                | Douglas AD-3 / AD-4W / EA-1E        | ДРЛО                  | Снят с эксплуатации                      |          |          |
|                | Grumman AF-2W                       | ДРЛО                  | Снят с эксплуатации                      |          |          |
|                | Grumman E-1                         | ДРЛО                  | Снят с эксплуатации                      |          |          |
|                | Grumman E-2                         | ДРЛОиУ                | Эксплуатируется                          |          |          |
|                | Grumman TBM-3W                      | ДРЛО                  | Снят с эксплуатации                      |          |          |
|                | Lockheed EC-121 Warning Star        | ДРЛОиУ                | Снят с эксплуатации                      |          |          |
|                | Lockheed EC-130V / NC-130H          | ДРЛОиУ                |                                          |          |          |
|                | Lockheed P-3 AEW&C / VXS-1          | ДРЛОиУ                | Эксплуатируется                          |          |          |
|                | Northrop Grumman E-8 Joint STARS    | ДРЛОиУ                | Эксплуатируется                          |          |          |
|                | Sikorsky HR2S-1W                    | ДРЛО                  | Проект закрыт                            |          |          |
| Швеция         |                                     |                       |                                          |          |          |
|                | Saab S100B Argus                    | ДРЛОиУ                | Эксплуатируется                          |          |          |

Иран
- HESA IrAn-140 (проект)

## Страны, использующие авиационные комплексы радиообнаружения и наведения
- Австралия: 6 самолётов Boeing 737 AEW&C
- Бразилия: 5 самолётов Embraer R-99A
- Великобритания: 7 самолётов E-3 Sentry на авиабазе Королевских ВВС Уоддингтон, округ Линкольншир, Великобритания
- Греция: Embraer R-99A
- Израиль
- Индия

- 3 самолёта А-50ЭИ
- Embraer R-99A

- Китай

- 5 самолётов KJ-2000
- 5 самолётов KJ-200, 5 самолётов KJ-200H
- Опытный палубный самолёт ДРЛО на базе Y-7

- Мексика: Embraer R-99A
- Пакистан
- Россия

- ~3 вертолёта Ка-31 корабельного базирования
- На 2023 год — 9 самолётов А-50; А-100.

- США[13]: 32 самолёта Хокай E-3, 10 — E-3C, 22 — E-3B,  E-2C[уточнить] на боевом дежурстве [когда?]
- Швеция: 6 самолётов Saab 340 AEW&C (S 100B Argus) на авиабазе F-7 Сатенас, близ города Лидчёпинг, Швеция[14]
- Саудовская Аравия: 5 самолётов E-3 Sentry на авиабазе принца Султана[англ.], Эль-Хардж, Саудовская Аравия[15]
- Таиланд: 2 самолёта Saab 340 AEW&C[16]
- Турция: 4 самолёта Boeing 737 AEW&C
- Франция: 4 самолёта E-3 Sentry на авиабазе Авор, Франция
- Чили: 1 самолёт Boeing 707 Cóndor
- Республика Корея: Boeing 737 AEW&C

- Япония: 4 самолёта E-767 на авиабазе Хамамацу, Япония[17]

- Украина: 2 самолёта Saab 340 AEW&C[18]